# K5 League Chungcheongbuk-do 2021
Die K5 League Chungcheongbuk-do 2021 war die dritte Spielzeit als höchste Amateurspielklasse im südkoreanischen Fußball gewesen. Die Saison begann am 17. April und endete am 16. Oktober. Anschließend folgen die Play-off-Spiele.

## Veränderung zur Vorsaison
- Jincheon Hwarang FC und Jincheon Cheongsol FC fusionierten sich zu Jincheon FC.

## Teilnehmer und ihre Spielstätten
| Team                             | Stadt                            | Heimstadion                                                                    | In der Liga seit                 | Vorjahresplatzierung             |                                  |
| K5 League Chungcheongbuk-do 2021 | K5 League Chungcheongbuk-do 2021 | K5 League Chungcheongbuk-do 2021                                               | K5 League Chungcheongbuk-do 2021 | K5 League Chungcheongbuk-do 2021 | K5 League Chungcheongbuk-do 2021 |
| -------------------------------- | -------------------------------- | ------------------------------------------------------------------------------ | -------------------------------- | -------------------------------- | -------------------------------- |
| Cheongju SMC Engineering FC      | Cheongju                         | Ochang-Injojandi-Fußballplatz Jincheon-Sporttown-Stadion Jecheon-Fußballcenter | 2019                             | Staffelmeister                   |                                  |
| Cheongju Cheongnyong FC          | Cheongju                         | Ochang-Injojandi-Fußballplatz Jincheon-Sporttown-Stadion Jecheon-Fußballcenter | 2021                             | Aufsteiger aus der K6 League     |                                  |
| Cheongju Cheongwon Naesu FC      | Cheongju                         | Ochang-Injojandi-Fußballplatz Jincheon-Sporttown-Stadion Jecheon-Fußballcenter | 2021                             | Aufsteiger aus der K6 League     |                                  |
| Cheongju Namil Club              | Cheongju                         | Ochang-Injojandi-Fußballplatz Jincheon-Sporttown-Stadion Jecheon-Fußballcenter | 2021                             | Aufsteiger aus der K6 League     |                                  |
| Jecheon FC Miracle               | Jecheon                          | Ochang-Injojandi-Fußballplatz Jincheon-Sporttown-Stadion Jecheon-Fußballcenter | 2019                             | 2. Platz                         |                                  |
| Jincheon FC                      | Jincheon-gun                     | Ochang-Injojandi-Fußballplatz Jincheon-Sporttown-Stadion Jecheon-Fußballcenter | 2020                             | Fusioniert                       |                                  |

## Reguläre Saison
| Pl. | Verein                          | Sp. | S  | U | N  | Tore    | Diff. | Punkte |
| --- | ------------------------------- | --- | -- | - | -- | ------- | ----- | ------ |
| 1.  | Cheongju SMC Engineering FC (M) | 10  | 10 | 0 | 0  | 032:100 | +31   | 30     |
| 2.  | Cheongju Cheongwon Naesu FC (N) | 10  | 6  | 2 | 2  | 022:140 | +8    | 20     |
| 3.  | Jincheon FC (F)                 | 10  | 4  | 2 | 4  | 021:190 | +2    | 14     |
| 4.  | Jecheon FC Miracle              | 10  | 4  | 0 | 6  | 016:220 | −6    | 12     |
| 5.  | Cheongju Namil Club (N)         | 10  | 3  | 2 | 5  | 015:200 | −5    | 11     |
| 6.  | Cheongju Cheongnyong FC (N) 1   | 10  | 0  | 0 | 10 | 000:300 | −30   | 0      |

| Zum 10. Spieltag:                                                                                           |  |
| Qualifikation zur K5-League-Meisterschaft und Qualifikation zum Korean FA Cup 2022 Abstieg in die K6 League |  |
| |  |
| Zum Saisonende 2020:                                                                                        |  |
| (M) Vorjahres Staffelsieger                                                                                 |  |
| (F) Fusionierter Verein                                                                                     |  |
| (N) Aufsteiger aus der K6 League                                                                            |  |

## Statistik

### Torschützenliste
Bei gleicher Anzahl von Treffern sind die Spieler alphabetisch geordnet.
| 01                       | Korea Sud |  |  |
| Stand: Saisonbeginn 2021 |           |  |  |

## Spielplan

### Hinrunde
| Datum          | Spielort                      | Heimmannschaft              | Auswärtsmannschaft          | Ergebnis |
| -------------- | ----------------------------- | --------------------------- | --------------------------- | -------- |
| 1. Spieltag    |                               |                             |                             |          |
| 17. April 2021 | Ochang-Injojandi-Fußballplatz | Cheongju SMC Engineering FC | Cheongju Cheongnyong FC     | 3:0      |
| 17. April 2021 | Ochang-Injojandi-Fußballplatz | Jecheon FC Miracle          | Cheongju Cheongwon Naesu FC | 2:3      |
| 17. April 2021 | Ochang-Injojandi-Fußballplatz | Cheongju Namil Club         | Jincheon FC                 | 2:2      |
| 2. Spieltag    |                               |                             |                             |          |
| 24. April 2021 | Ochang-Injojandi-Fußballplatz | Cheongju Cheongwon Naesu FC | Cheongju SMC Engineering FC | 0:4      |
| 24. April 2021 | Ochang-Injojandi-Fußballplatz | Jincheon FC                 | Jecheon FC Miracle          | 4:1      |
| 24. April 2021 | Ochang-Injojandi-Fußballplatz | Cheongju Namil Club         | Cheongju Cheongnyong FC     | 3:0      |
| 3. Spieltag    |                               |                             |                             |          |
| 22. Mai 2021   | Jincheon-Sporttown-Stadion    | Cheongju SMC Engineering FC | Cheongju Namil Club         | 3:0      |
| 22. Mai 2021   | Jincheon-Sporttown-Stadion    | Cheongju Cheongwon Naesu FC | Jincheon FC                 | 3:1      |
| 22. Mai 2021   | Jincheon-Sporttown-Stadion    | Cheongju Cheongnyong FC     | Jecheon FC Miracle          | 0:3      |
| 4. Spieltag    |                               |                             |                             |          |
| 12. Juni 2021  | Jecheon-Fußballcenter         | Jincheon FC                 | Cheongju SMC Engineering FC | 0:3      |
| 12. Juni 2021  | Jecheon-Fußballcenter         | Jecheon FC Miracle          | Cheongju Namil Club         | 3:0      |
| 12. Juni 2021  | Jecheon-Fußballcenter         | Cheongju Cheongnyong FC     | Cheongju Cheongwon Naesu FC | 0:3      |
| 5. Spieltag    |                               |                             |                             |          |
| 26. Juni 2021  | Jincheon-Sporttown-Stadion    | Cheongju SMC Engineering FC | Jecheon FC Miracle          | 3:0      |
| 26. Juni 2021  | Jincheon-Sporttown-Stadion    | Jincheon FC                 | Cheongju Cheongnyong FC     | 3:0      |
| 26. Juni 2021  | Jincheon-Sporttown-Stadion    | Cheongju Namil Club         | Cheongju Cheongwon Naesu FC | 1:2      |

### Rückrunde
| Datum              | Spielort                      | Heimmannschaft              | Auswärtsmannschaft          | Ergebnis |
| ------------------ | ----------------------------- | --------------------------- | --------------------------- | -------- |
| 6. Spieltag        |                               |                             |                             |          |
| 10. Juli 2021      | Jincheon-Sporttown-Stadion    | Cheongju Cheongnyong FC     | Cheongju SMC Engineering FC | 0:3      |
| 10. Juli 2021      | Jincheon-Sporttown-Stadion    | Cheongju Cheongwon Naesu FC | Jecheon FC Miracle          | 3:0      |
| 10. Juli 2021      | Jincheon-Sporttown-Stadion    | Jincheon FC                 | Cheongju Namil Club         | 4:2      |
| 7. Spieltag        |                               |                             |                             |          |
| 4. September 2021  | Jincheon-Sporttown-Stadion    | Cheongju SMC Engineering FC | Cheongju Cheongwon Naesu FC | 2:1      |
| 4. September 2021  | Jincheon-Sporttown-Stadion    | Cheongju Cheongnyong FC     | Cheongju Namil Club         | 0:3      |
| 4. September 2021  | Jincheon-Sporttown-Stadion    | Jecheon FC Miracle          | Jincheon FC                 | 3:0      |
| 8. Spieltag        |                               |                             |                             |          |
| 11. September 2021 | Jecheon-Fußballcenter         | Cheongju Namil Club         | Cheongju SMC Engineering FC | 0:5      |
| 11. September 2021 | Jecheon-Fußballcenter         | Jincheon FC                 | Cheongju Cheongwon Naesu FC | 4:4      |
| 11. September 2021 | Jecheon-Fußballcenter         | Jecheon FC Miracle          | Cheongju Cheongnyong FC     | 3:0      |
| 9. Spieltag        |                               |                             |                             |          |
| 2. Oktober 2021    | Ochang-Injojandi-Fußballplatz | Cheongju SMC Engineering FC | Jincheon FC                 | 1:0      |
| 2. Oktober 2021    | Ochang-Injojandi-Fußballplatz | Cheongju Namil Club         | Jecheon FC Miracle          | 4:1      |
| 2. Oktober 2021    | Ochang-Injojandi-Fußballplatz | Cheongju Cheongwon Naesu FC | Cheongju Cheongnyong FC     | 3:0      |
| 10. Spieltag       |                               |                             |                             |          |
| 16. Oktober 2021   | Ochang-Injojandi-Fußballplatz | Jecheon FC Miracle          | Cheongju SMC Engineering FC | 0:5      |
| 16. Oktober 2021   | Ochang-Injojandi-Fußballplatz | Cheongju Cheongnyong FC     | Jincheon FC                 | 0:3      |
| 16. Oktober 2021   | Ochang-Injojandi-Fußballplatz | Cheongju Cheongwon Naesu FC | Cheongju Namil Club         | 0:0      |